# Magnus liber organi
Magnus liber organi nebo Magnus Liber celým názvem Magnus liber organi de graduali et antiphonario pro servitio divino je kniha obsahující kolekci polyfonního (vícehlasého) repertoáru, vytvořenou francouzskými skladateli Léoninem (první verze) a Pérotinem (druhá, modernizovaná a zkrácená verze) pro katedrálu Notre Dame v Paříži v období od sklonku 12. do počátku 13. století. Představuje produkci tzv. Notredamské školy coby významného období rozvoje vícehlasu, který byl první fází ars antiqua. V češtině se nezřídka označuje chybným doslovným překladem Velká varhanní kniha. Tento překlad je obsahovým nonsensem, neboť organum v tomto případě nemá s varhanami nic společného, znamená totiž techniku rané formy polyfonie, kterou je dvojhlasý zpěv.

## Obsah díla
Magnus liber organi byla vytvořena v době, kdy naprostá většina ostatních záznamů tehdejší doby byla předávána pouze ústní tradicí. Dílo je významné především tím, že reprezentuje počátek moderního výkladu hudební kompozice. Obsahuje 33 mešních melodií a 13 tzv. „hodin“. Každá část začíná vánočními tématy a pokračuje náměty v chronologii církevního roku. Všechny zpěvy jsou psány pro dva hlasy ve stylech diskantu a organum. Chorální pasáže jsou psány v jednohlasu, sólové pasáže ve vícehlasu.

## Verze díla
Magnus liber byla (jak výše zmíněno) revidována, přepsána a zkrácena, de facto modernizována. Perotin přepsal mnoho částí Léoninových skladeb do jiných forem, Léonin totiž užíval pouze diskantu. Rozdíly mezi verzemi jsou též v pokročilejší rytmice. Přidáním nových rytmických forem předznamenal Perotinus další vývoj hudby. Nesouhlasil navíc zjevně s přílišnou rozvleklostí pasáží beze změn, čímž zdůraznil potřebu průběžného vnitřního vývoje hudební skladby, což je dalším jeho významným přínosem. Formálními příspěvky obou autorů bylo zavedení nové skladebné techniky organum purum (Léonin) a zdokonalení techniky diskantu (Pérotin).
Originál díla se nezachoval, naštěstí však existuje v opisech (např. Pluteus - rukopis, uložený ve Florencii).